# Bremervörde
Bremervörde is een stad en gemeente in de Duitse deelstaat Nedersaksen, gelegen in de Landkreis Rotenburg (Wümme) en telt 18.564 inwoners. .
Tot de bestuurlijke herschikking van de districten in Nedersaksen die werd doorgevoerd in 1977 was de plaats hoofdstad van het gelijknamige district.

## Bestuurlijke indeling

Ligging van de Ortschaften in de gemeente Bremervörde
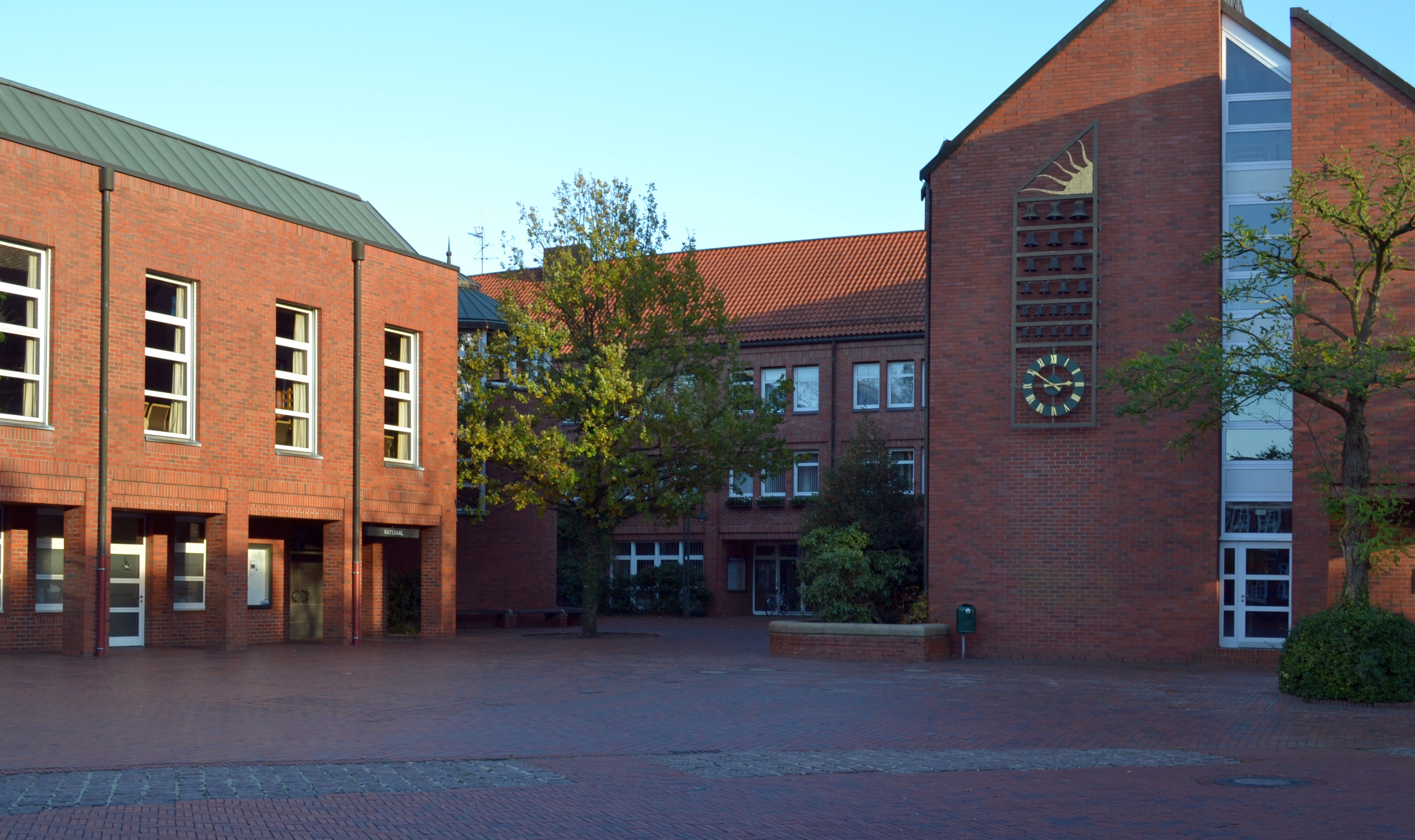
Gemeentehuis

Tot Bremervörde behoren naast het stadsgebied (Bremervörde-Stadtgebiet) ook de volgende 11 dorpen met de status Ortschaft: 
- Bevern
- Elm
- Hesedorf
- Hönau-Lindorf
- Iselersheim
- Mehedorf
- Minstedt
- Nieder Ochtenhausen
- Ostendorf
- Plönjeshausen
- Spreckens.

Enkele bijzondere stadswijken van Bremervörde zijn:
- Engeo, een wijk die bijna geheel door schoolgebouwen en sportaccommodaties wordt ingenomen, en waar ook het ziekenhuis staat
- Dänenviertel met straatnamen, die herinneren  aan de Deense overheersing in de 17e eeuw
- Vorwerk aan de rechteroever van de Oste, waar in het verleden het kasteel stond; gedeeltelijk bebost; hier staat het Bachmann-Museum

### Bevolkingscijfers
Bron: Website gemeente Bremervörde, keuzes: Über Bremervörde; Ortschaften. Peildatum: aug. 2023.
- Bremervörde-stad 11.760
- Bevern 1.214
- Elm 1.452
- Hesedorf 1.842
- Hönau-Lindorf 480
- Iselersheim 336
- Mehedorf 185
- Minstedt 278
- Nieder Ochtenhausen 879
- Ostendorf 161
- Plönjeshausen 237
- Spreckens 305

### Wapenbeschrijving
Het gemeentewapen toont op een rode achtergrond een  beeltenis in zilver van de Heilige Liborius met nimbus, in de rechterhand een zilveren sleutel en in de linkerhand een open boek, eveneens van zilver.

## Geografie, infrastructuur

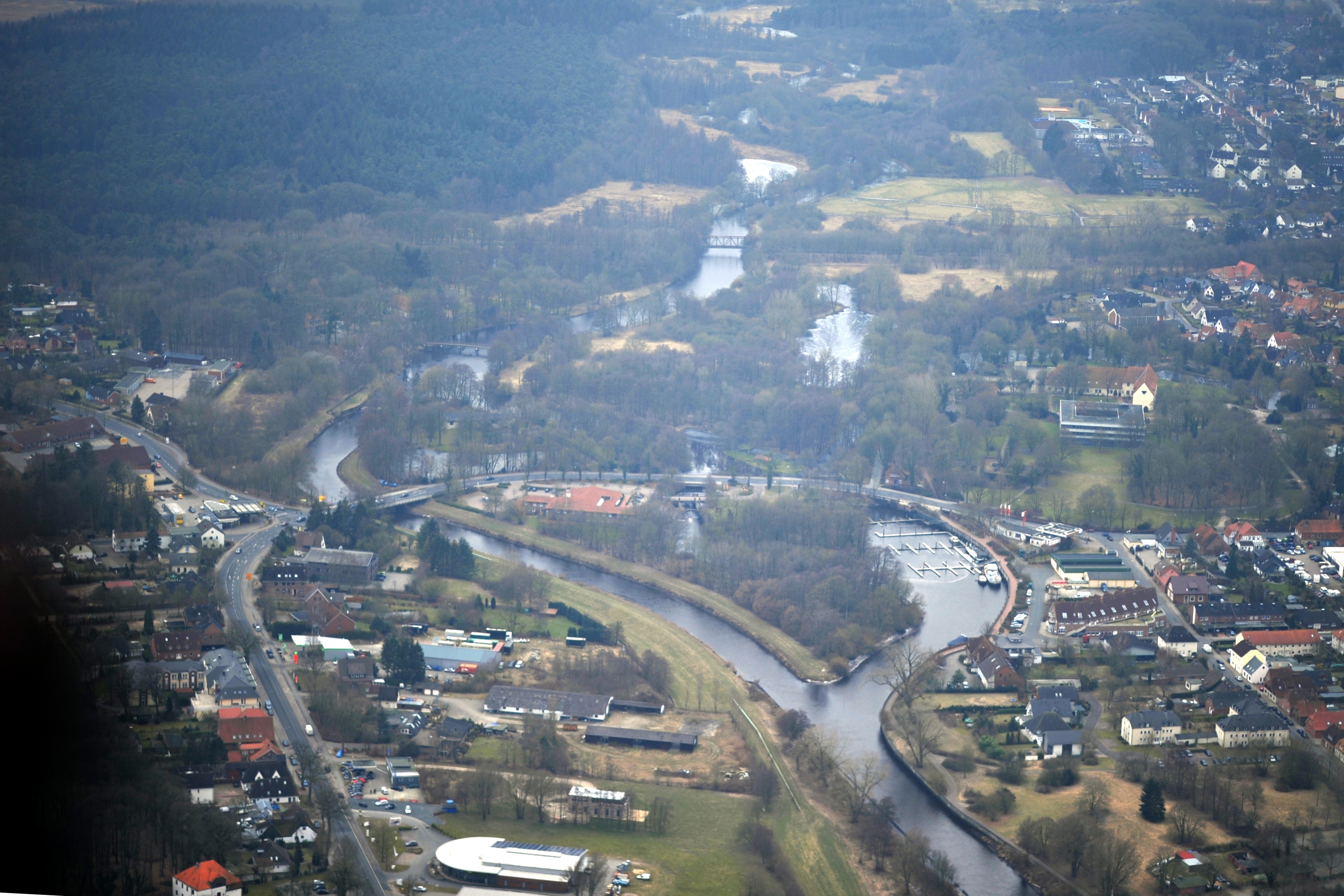
Luchtfoto van de binnenhaven aan de Oste
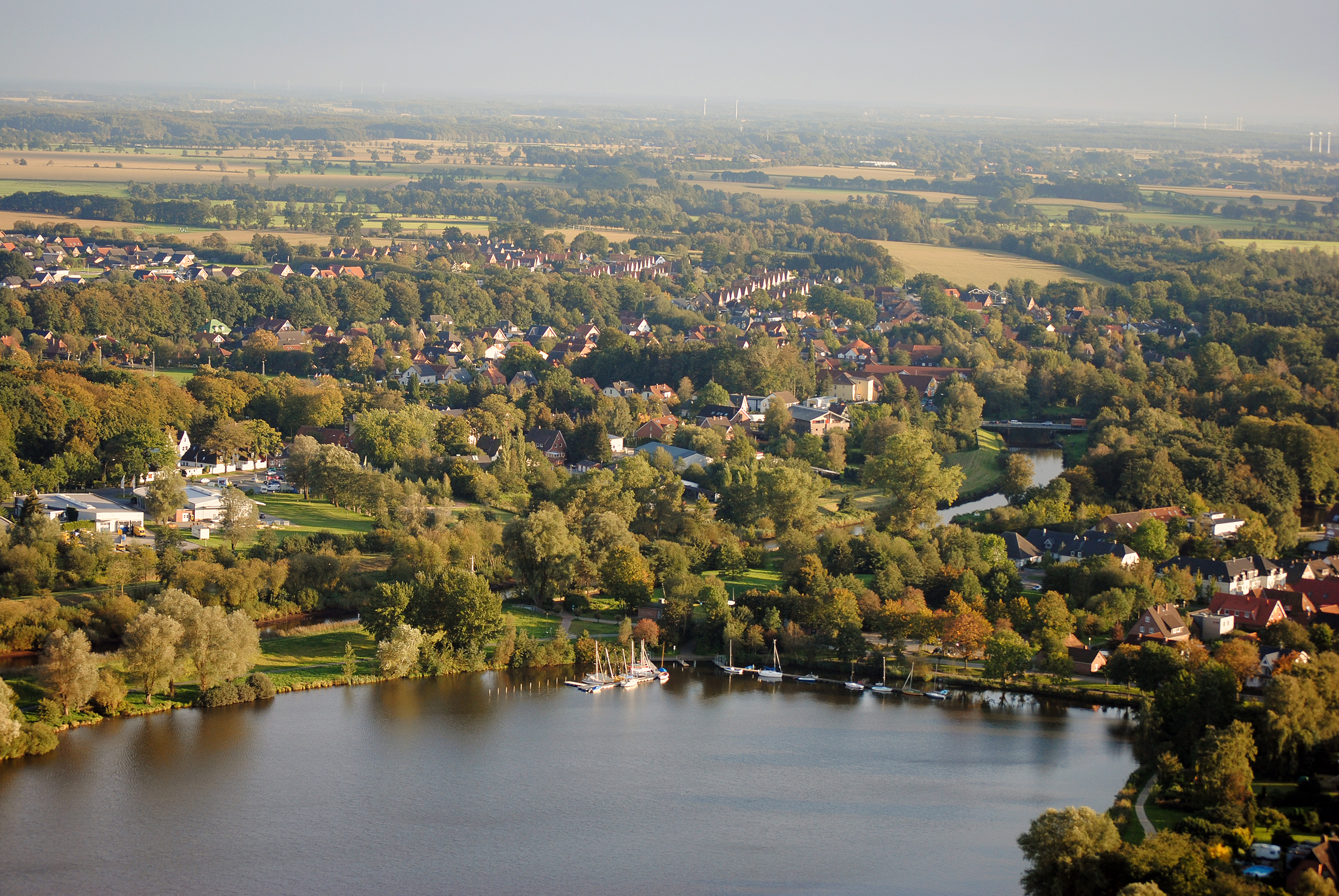
Het zuidoostelijk gedeelte van de stad; op de voorgrond de plas Vörder See
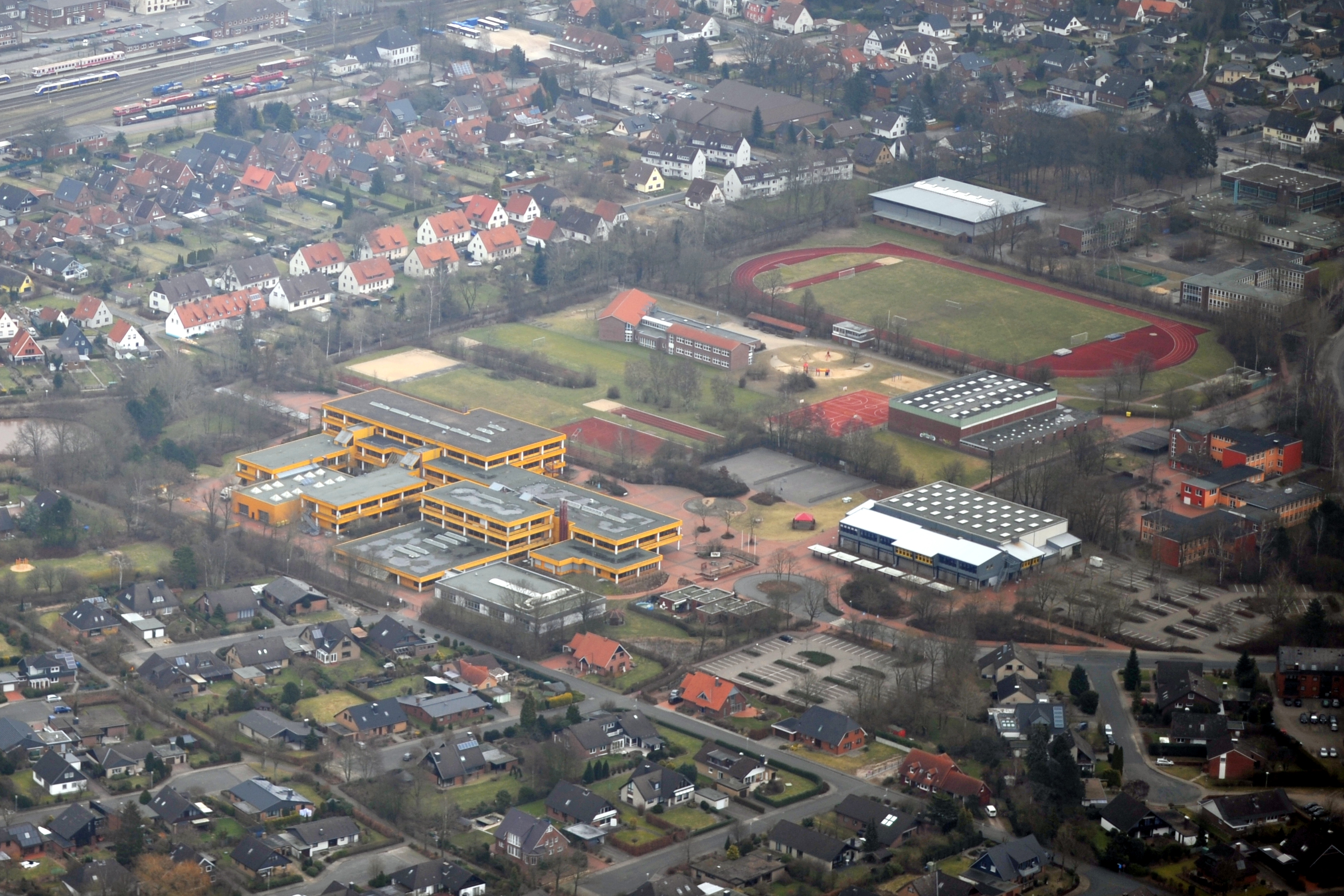
De stadswijk Engeo

De gemeente Bremervörde ligt in de zogenaamde Elbe-Weser-driehoek aan de rivier de Oste, tussen Bremerhaven (38 km westwaarts) en Hamburg (57 km oostwaarts). De Oste is benedenstrooms van Bremervörde in theorie voor kleine vrachtschepen bevaarbaar, bovenstrooms van de stad alleen voor kleine plezierboten en kano's.  Ook de binnenhaven van de stad is vrijwel uitsluitend bedoeld voor de pleziervaart. Te Bremervörde mondt de Bever, een 29 km lange vanuit het zuidoosten en oosten stromende beek, uit in de Oste. De plaats Bevern ten zuidoosten van de stad Bremervörde is naar deze beek genoemd.
De bodemgesteldheid van de gemeente is als volgt: in het zuidwesten ligt het veengebied Teufelsmoor; in het noorden ligt laagveen, vrijwel op zeeniveau. Een groot deel van het gemeentegebied is zanderig en ietwat heuvelachtig, als in de Nederlandse provincie Drenthe en ligt op 20-30 m hoogte.

### Buurgemeentes
- In het noordwesten: Samtgemeinde Börde Lamstedt
- In het noordoosten: Samtgemeinde Oldendorf-Himmelpforten
- In het oosten: Samtgemeinde Fredenbeck
- In het zuiden: Sandbostel  in de Samtgemeinde Selsingen
- In het zuidwesten: Gnarrenburg
- In het westen: Samtgemeinde Geestequelle

### Verkeer en vervoer

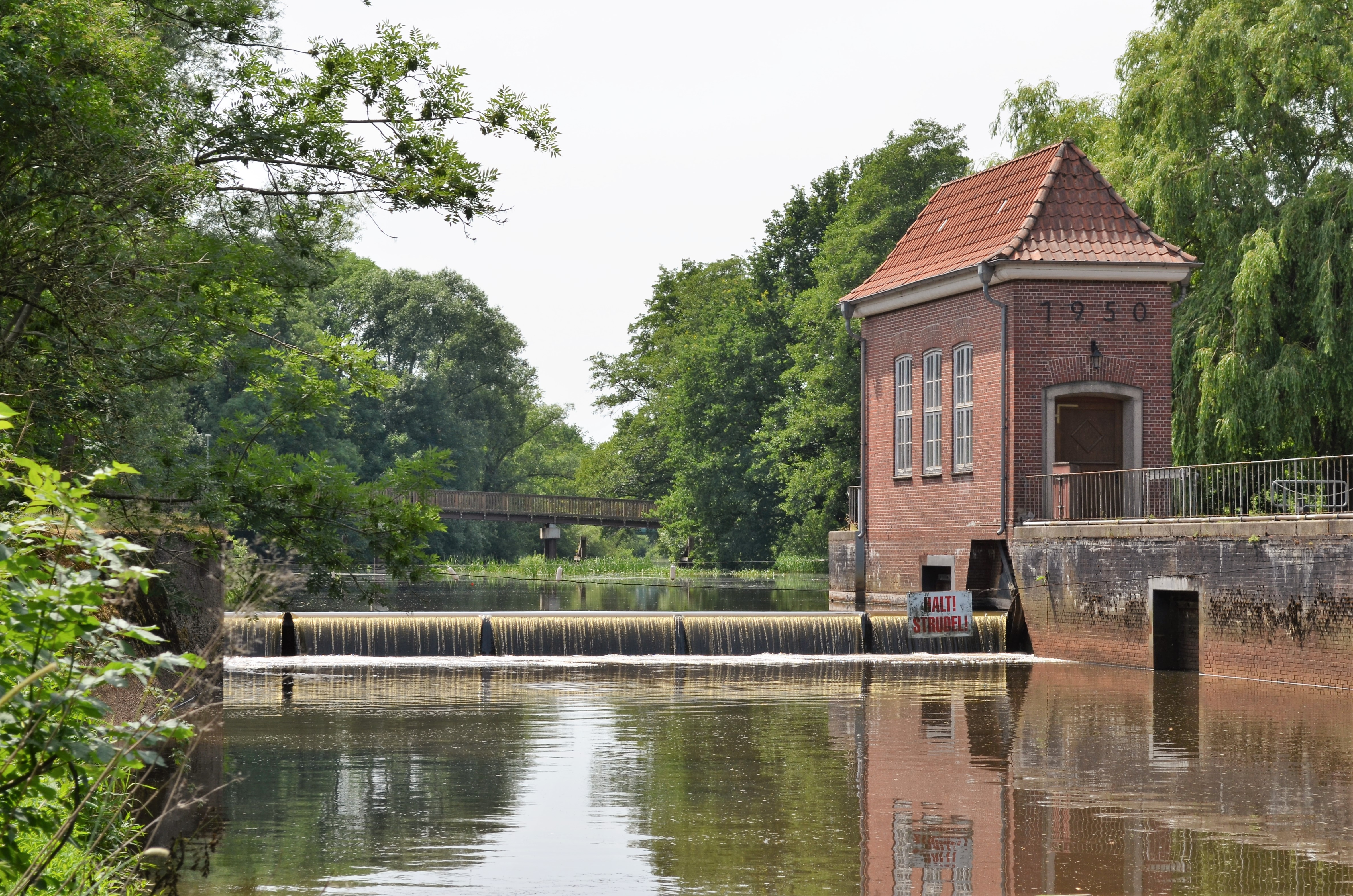
Stuw in de Oste te Bremervörde

Door de gemeente loopt van noordwest naar zuidoost de Bundesstraße 71 (richting Zeven), en in noordoostelijke richting de Bundesstraße 74 richting Stade. Iets ten westen van Bremervörde begint de Bundesstraße 495, die loopt naar het pontveer over de Elbe bij Glückstadt. 
Gepland (voor de jaren 2030) is een verlenging van de Bundesautobahn 20 tussen Wiefelstede in het Ammerland via Nordenham, een tunnel onder de Wezer, Bremervörde, een tunnel onder de Elbe, Glückstadt naar Bad Segeberg.
Zie voor treinverbindingen onder: Station Bremervörde; Spoorlijn Bremerhaven-Wulsdorf - Buchholz. De spoorlijn Hannover - Bremervörde is alleen voor goederenvervoer in gebruik.

## Economie
Bremervörde bezit enige bedrijventerreinen, waar hoofdzakelijk midden- en kleinbedrijf van plaatselijke of regionale betekenis is gevestigd.
De dienstensector is naar verhouding belangrijk in de gemeente. Bremervörde beschikt over een ziekenhuis, dat voor de jaren vanaf 2025 uitbreidingsplannen heeft, alsmede over een Amtsgericht. Ook is er sinds 2013 een JVA (gevangenis), met plaats voor 300 gedetineerden. Deze wordt door een private onderneming geëxploiteerd. De stad heeft ook naar verhouding veel onderwijsinstellingen. Hesedorf beschikt over een belangrijk materieeldepot van de Bundeswehr.

## Geschiedenis

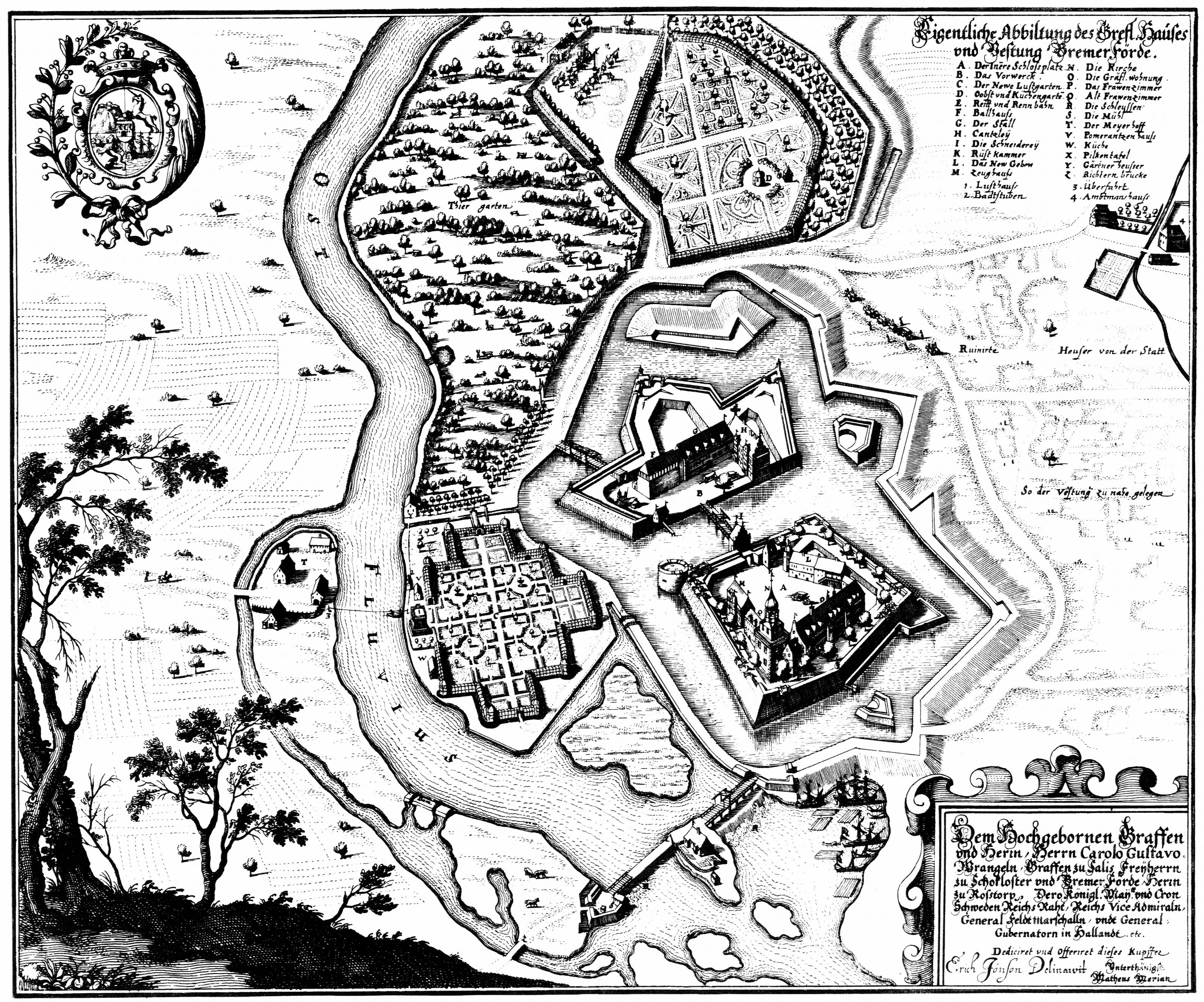
Bremervörde op een prent van Matthäus Merian jr. uit 1653
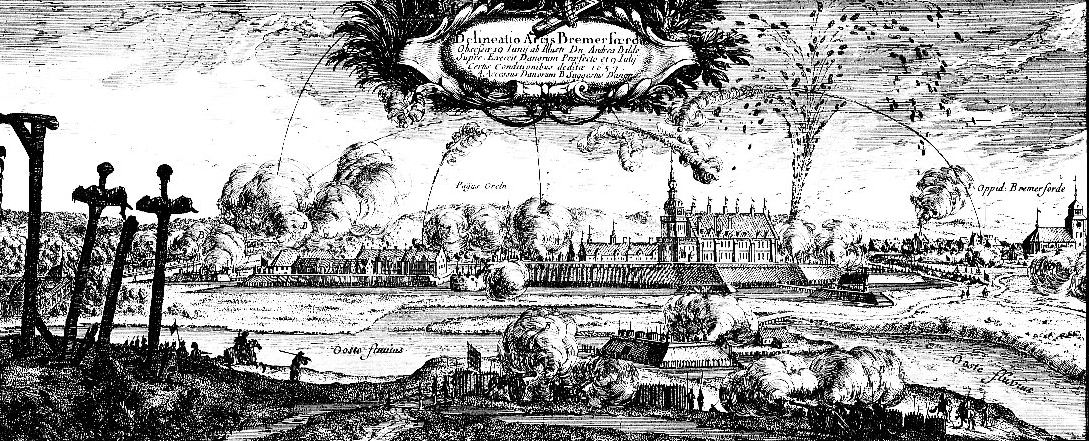
Beschieting van Bremervörde door Deense troepen in 1657
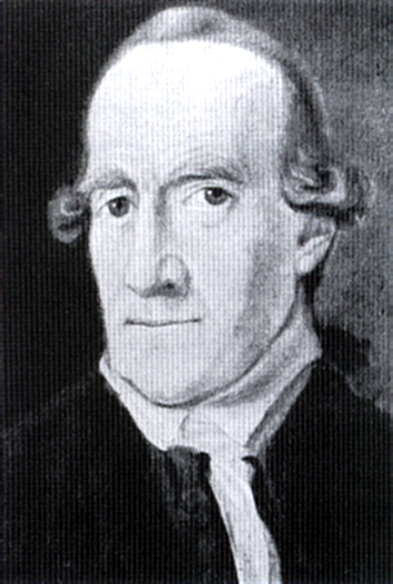
Portret van Jürgen Christian Findorff

Bremervörde dankt zijn bestaan en zijn naam aan een voorde in de Oste, waaromheen een handelsnederzetting ontstond. Ook lag hier reeds in de middeleeuwen een binnenhaven aan de Oste. In de 11e eeuw werd bij de voorde door plaatselijke heren een burcht gebouwd, die in 1112 of 1122 op last van keizer Lotharius III werd vervangen door een groter kasteel. Het kasteel was vanaf 1219 in bezit van het Prinsaartsbisdom Bremen. Het kasteel werd, vooral in de 16e eeuw, regelmatig verbouwd en vergroot. Deze burcht werd in 1682 na diverse oorlogen geslecht. Op de plaats ervan werd  een nieuw bestuursgebouw opgericht, maar een Vorwerk (bijgebouw) bleef behouden. In deze gebouwen zetelt tegenwoordig het Bachmann-Museum.
Sedert de Reformatie in de 16e eeuw zijn verreweg de meeste christenen in Bremervörde evangelisch-luthers.
Tijdens de Dertigjarige Oorlog (1618-1648) had Bremervörde veel te lijden door oorlogshandelingen en epidemieën van besmettelijke ziektes. Na 1648 kwam het te liggen in het onder Zweeds bestuur staande Hertogdom Bremen-Verden. Tijdens de Noordse Oorlog (1655-1660) werd dit hertogdom door Denemarken aangevallen, waarvan ook de strategisch belangrijke burcht van Bremervörde en het stadje daaromheen te lijden had. Dit was aanleiding voor de Zweden om hun residentie in dit gebied van Bremervörde naar Stade te verplaatsen. Ook in de Schoonse Oorlog was Bremervörde toneel van krijgsgeweld. De stad was van 1676 tot 1679 tijdelijk in Deense handen.
Vermoedelijk tot plm. 1700 heette de plaats eenvoudig Vörde; de huidige naam kwam vermoedelijk pas in de 18e eeuw in zwang.
In 1855 kwam bij Bremervörde een circa 7.250 gram zware meteoriet neer, type chondriet. Het grootste deel van deze steen is bewaard gebleven en is in bezit van de Universiteit van Göttingen.
In de tweede helft van de 18e eeuw liet Jürgen Christian Findorff, een hoog bestuursambtenaar, in opdracht van het Keurvorstendom Brunswijk-Lüneburg in de streek rondom het Teufelsmoor talrijke hoogveengebieden ontginnen en (vanaf 1782) in de omgeving van Bremervörde, veenkolonies stichten, in de huidige gemeente Bremervörde onder andere Iselersheim en Ostendorf. Findorff liet ook verbindingskanalen graven tussen enerzijds de Oste en anderzijds de Hamme en de Schwinge.
Met name in de 19e eeuw was er op de Oste, vooral stroomafwaarts van Bremervörde, veel scheepvaart, o.a. vervoer van turf uit de omliggende veengebieden; daarvoor werd gebruik gemaakt van kleine, door één persoon bestuurbare zeilschepen, zogenaamde Ewers. Tussen 1833 en 1852 verwierf Bremervörde de officiële status van stad.
In 1934 werd in het weiland Gnatterbergswiesen  bij Niedermoortorf, niet ver ten noordoosten van de stad Bremervörde, een veenlijk ontdekt. Bewaard gebleven is een deel van het skelet, waaronder de onderkaak en het grootste deel van de armen en benen. De culturele vrijwilliger August Bachmann borg en documenteerde de vondst. Het betrof vermoedelijk een circa 40 jaar oude vrouw, die in de 7e eeuw is overleden. De doodsoorzaak kon niet worden vastgesteld. De stoffelijke resten behoren tot de collectie van het Bachmann-Museum te Bremervörde.
Met name over de periode 1850- heden zijn, voor zover bekend, geen historische feiten van meer dan plaatselijke betekenis overgeleverd.

## Bezienswaardigheden, toerisme

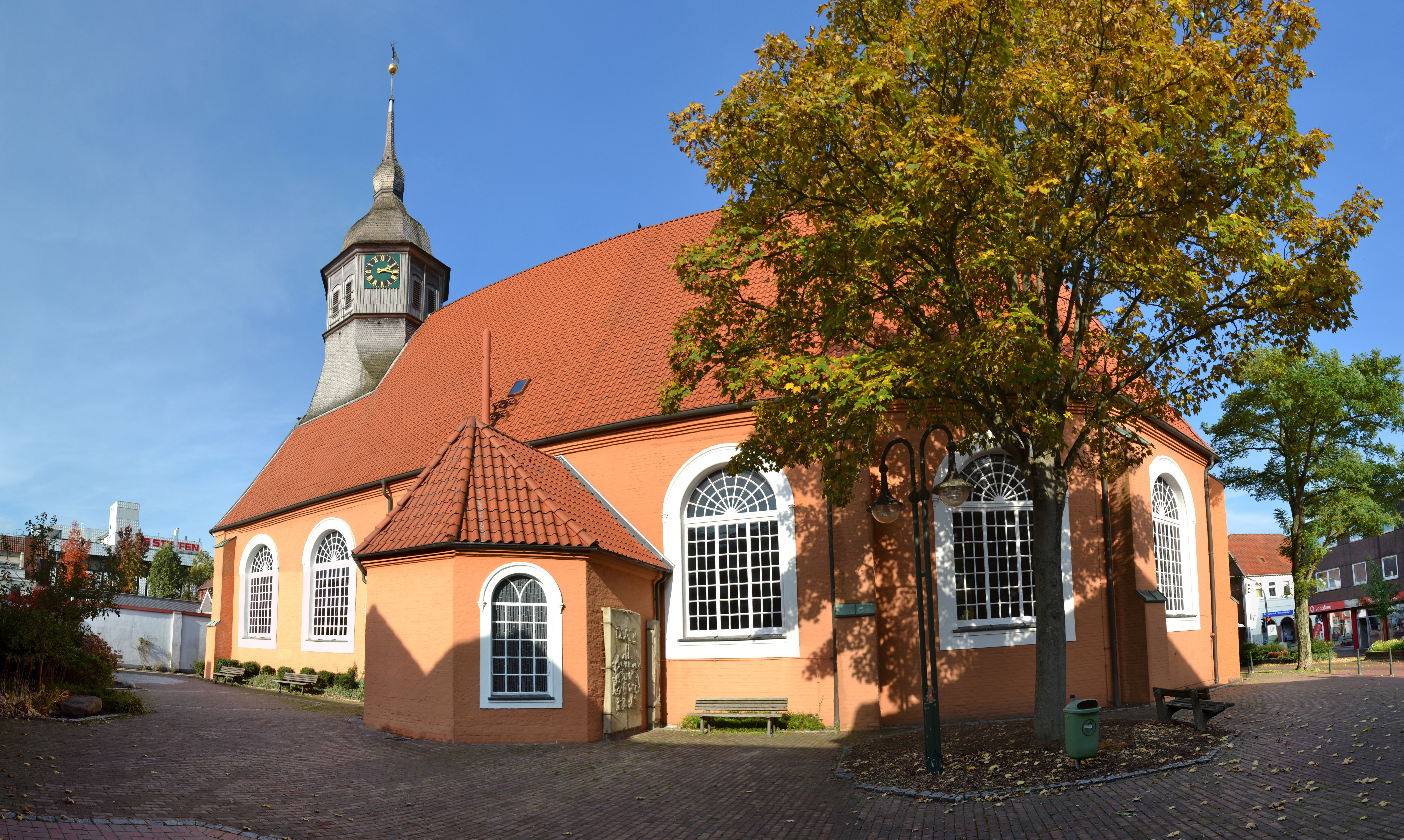
De Sint-Liboriuskerk
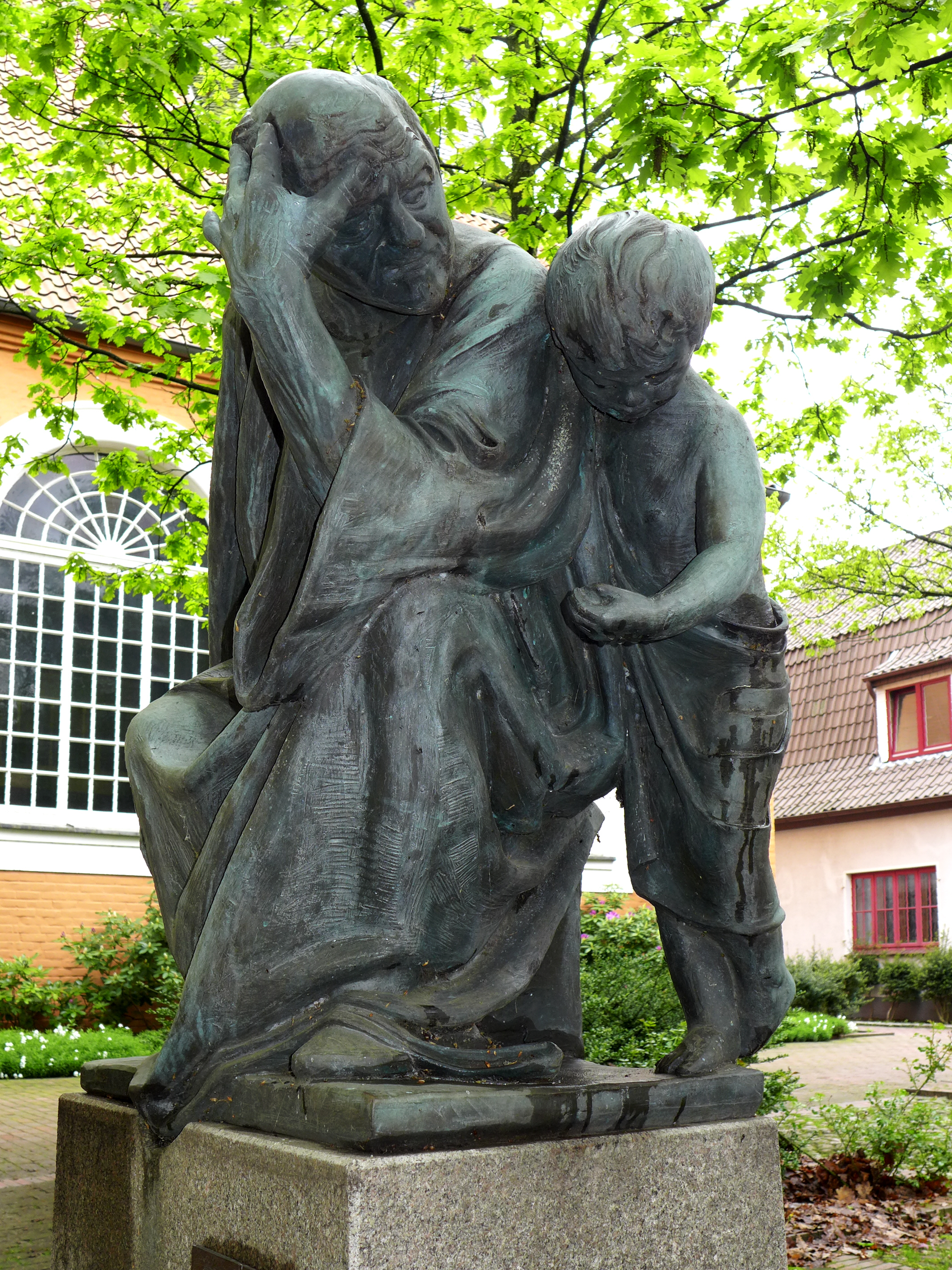
Beeld  van de hand van Carsten Eggers: St. Liborius met kind
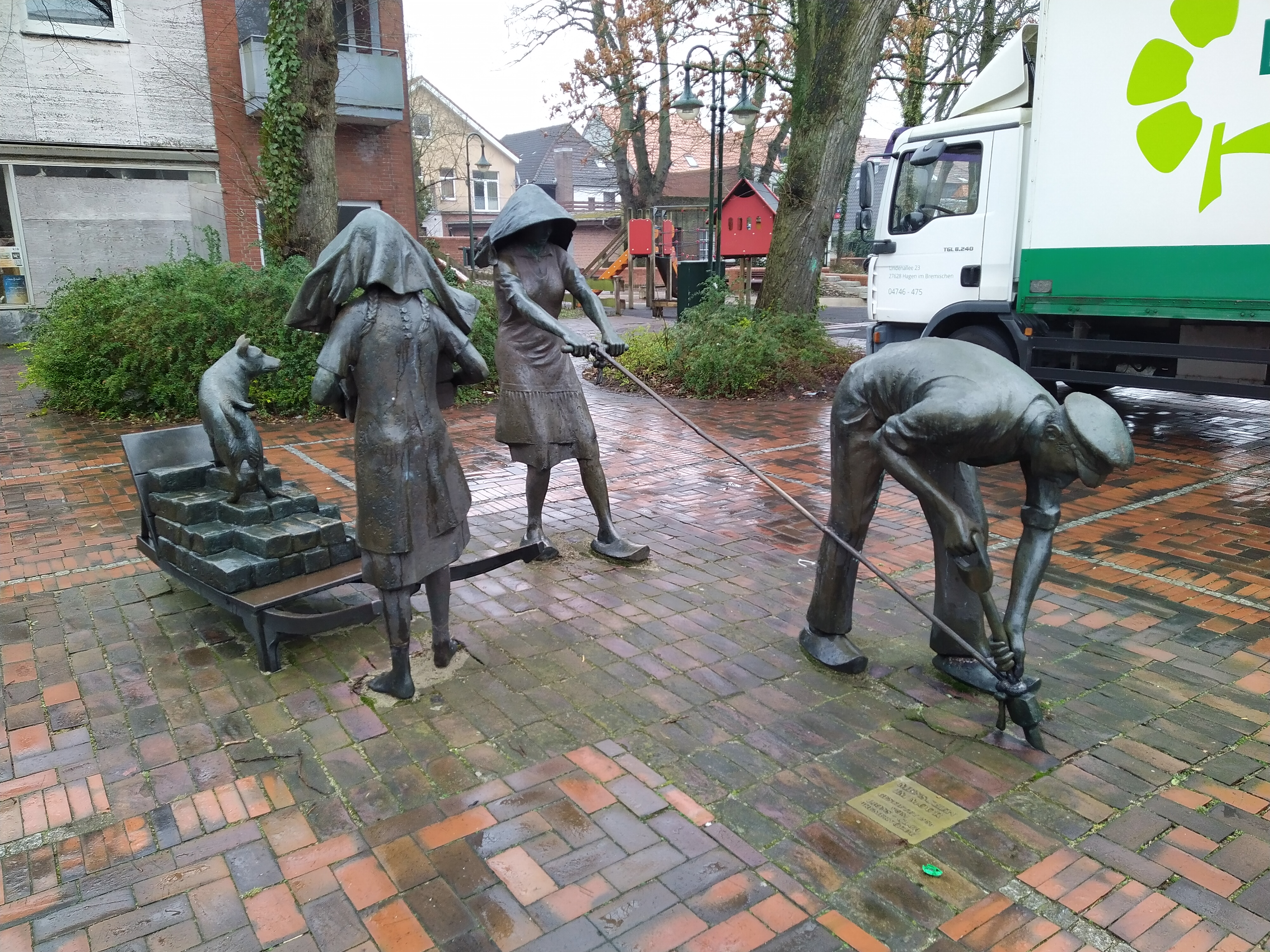
Beeld in het stadscentrum, van de hand van Claus Homfeld: De turfstekers.
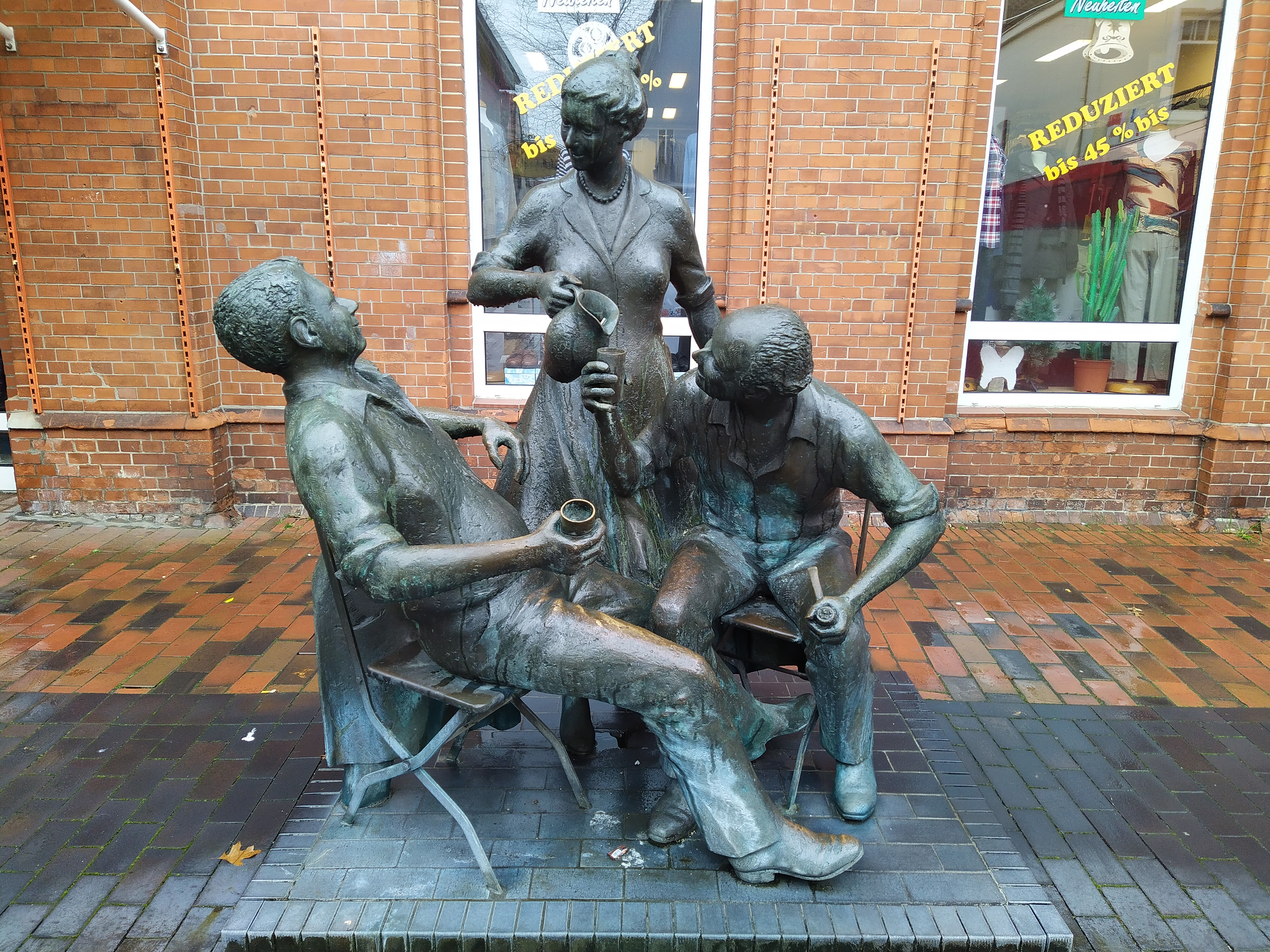
Idem, De waterdrinkers
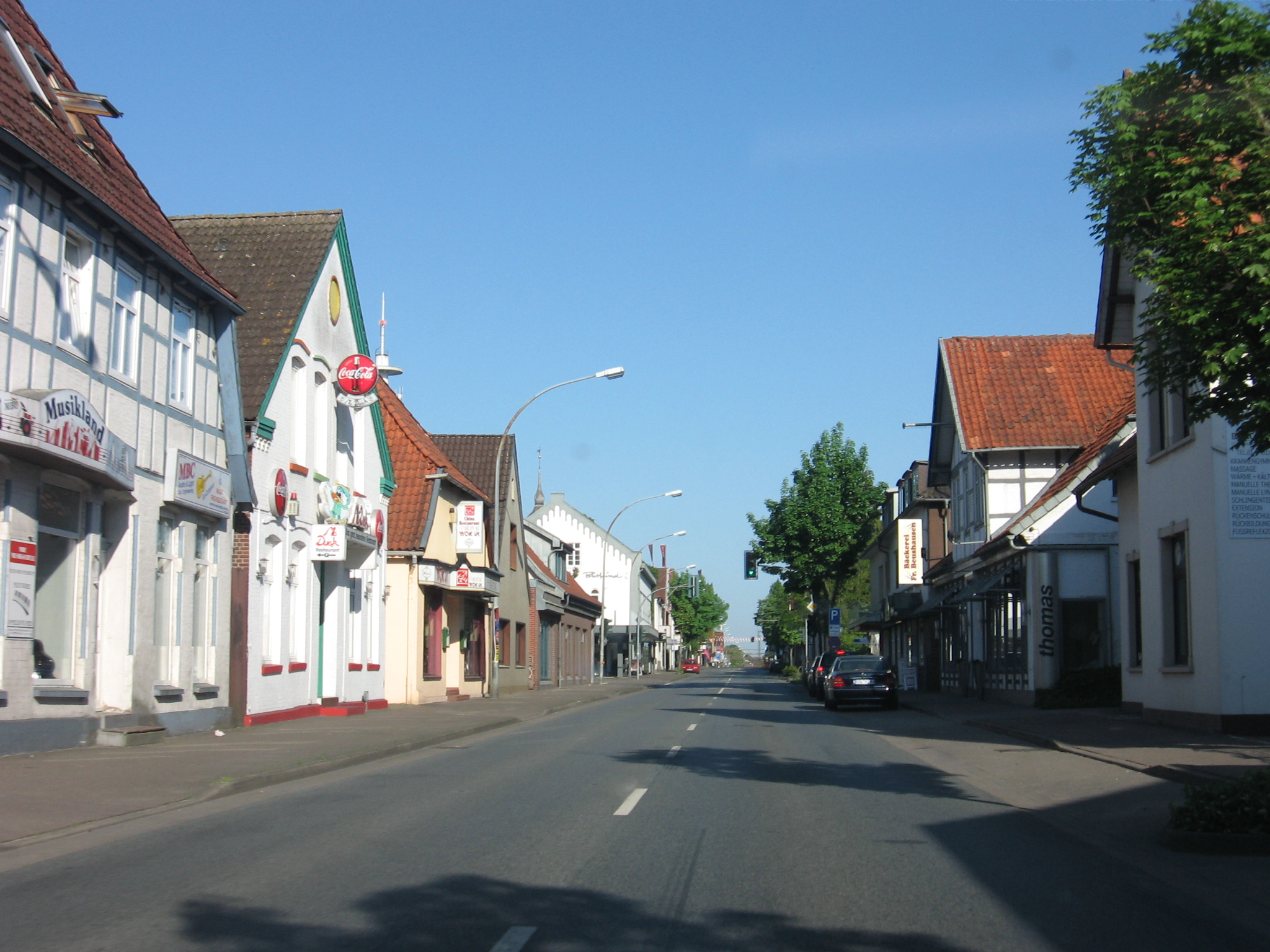
Straat in het centrum
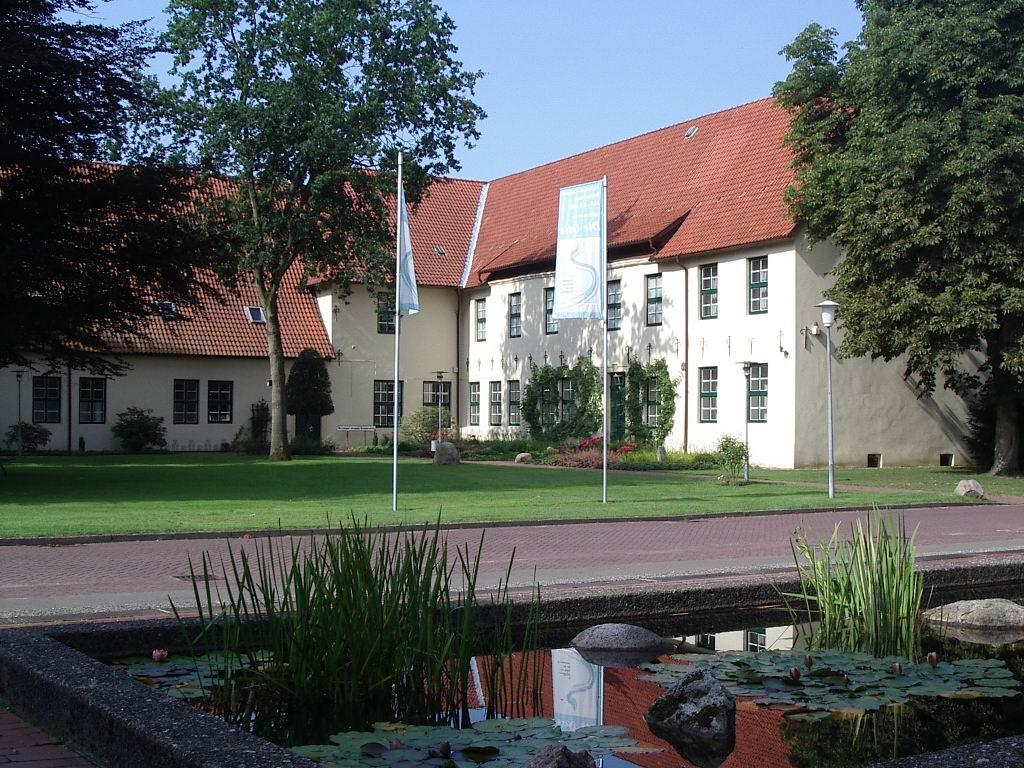
Bachmann-Museum
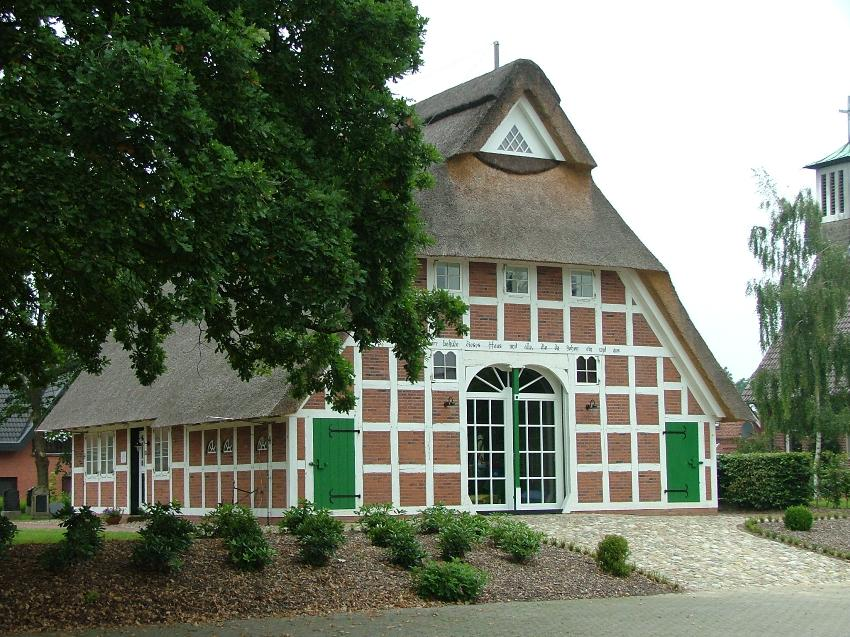
Museum Findorff-Haus, Iselersheim
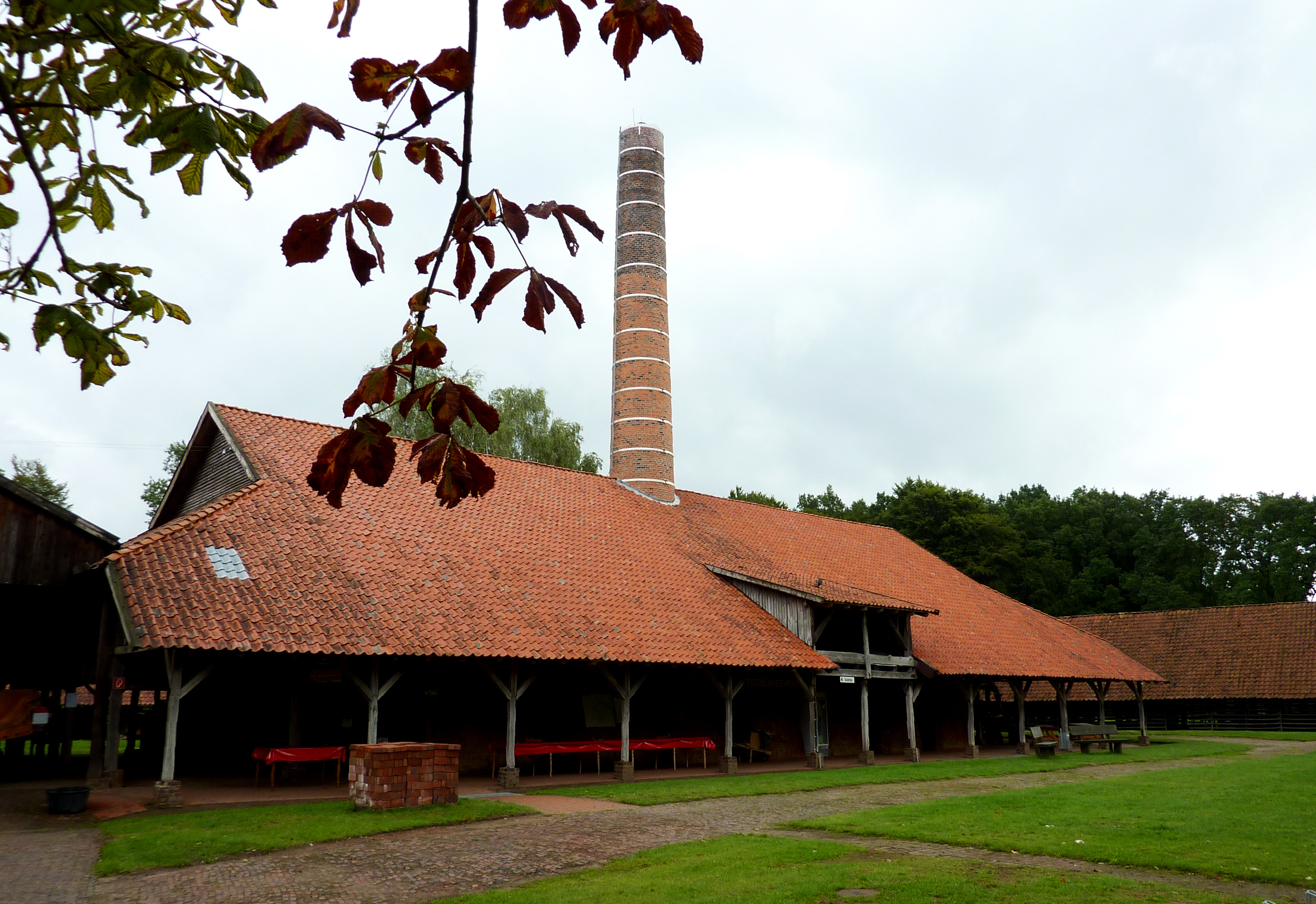
Voormalige steenfabriek Pape, Bevern (museum)
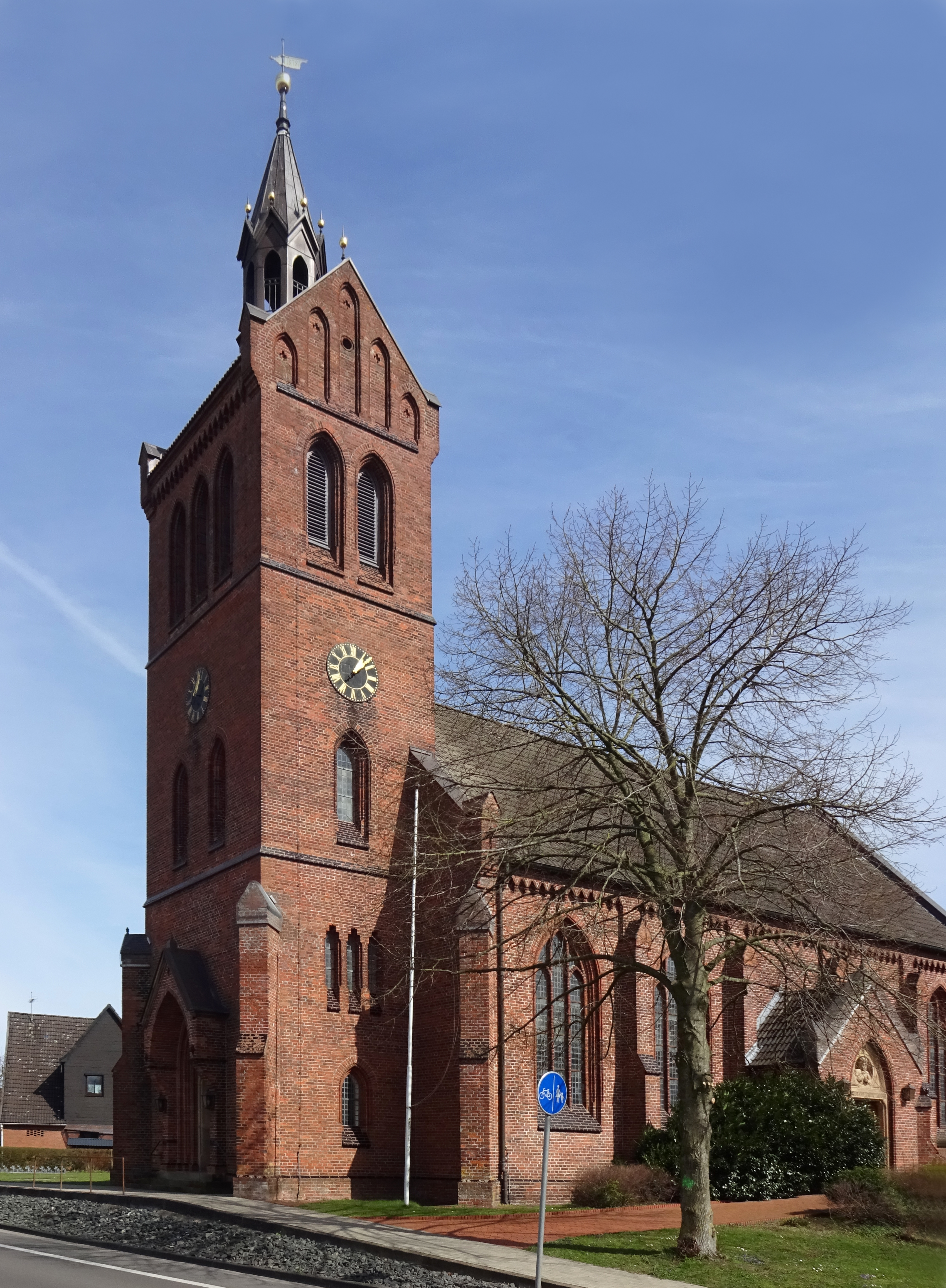
Evang.-lutherse kerk te Bevern (1880)

De stad heeft de status van staatlich anerkannter Erholungsort.
- Bremervörde is het start- c.q. eindpunt van een 250 kilometer lange toeristische fietsroute, waarin allerlei maritieme bezienswaardigheden als bruggen, veerponten en dammen opgenomen zijn. De route heet de Deutsche Fährstraße. Van Ostendorf loopt deze route via een gierpont over de Oste naar de oostelijke buurgemeente Gräpel bij Estorf.
- In een 400 jaar oud gebouw, het voormalige Kreishaus, dat een bijgebouw van het niet meer bestaande kasteel van de stad was, is een regionaal archeologisch en historisch museum gevestigd, het Bachmann-Museum. Diverse in de gemeente gelegen dorpen beschikken over een eigen Heimathaus (dorpscentrum met oudheidkamer). Daaronder is het museum Ziegelei Pape te Bevern, in een voormalige steenfabriek, die reeds in de 16e eeuw bestond.
- Bezienswaardig is de uit 1651 daterende, evangelisch-lutherse St.-Liboriuskerk in barokstijl, met o.a. een kerkorgel, dat een orgelkast uit 1722 heeft.
- Aan de noordkant van het stadscentrum  ligt een 50 hectare groot meer, de door zand- en grindwinning ontstane Vörder See. Er zijn hier tussen 1972 en 1991 in etappes een groot aantal faciliteiten voor watersport en dagrecreatie gecreëerd. Het zogenaamde Natur- und Erlebnispark Bremervörde bij dit meer beoogt recreatie en aandacht voor natuur en milieu met elkaar te combineren.
- De gemeente is rijk aan, soms fraaie, beeldhouwwerken e.d. in de publieke ruimte.
- De spoorlijn Stade – Osterholz-Scharmbeck of Moorbahn (Veenlijn) is een museumspoorlijn, waarop met name 's zomers in de weekends toeristische ritten in historische stoomtreinen kunnen worden gemaakt. Deze lijn doet ook de stations van Bremervörde, Gnarrenburg en Worpswede aan.
- Klein, aan Jürgen Christian Findorff gewijd museum in het Findorff-Haus te Iselersheim. Dit is een in de 20e eeuw elders verwijderd en hier weer opgebouwd vakwerkhuis. Het herbergt tevens het plaatselijke dorpsmuseum.

## Partnergemeentes
Bremervörde heeft een jumelage met de gemeente Barth in Mecklenburg-Voor-Pommeren, en sedert 2008 ook met Krosno Odrzanskie in Polen.

## Bekende personen

### Geboren in Bremervörde
- Dietrich Tiedemann (3 april 1748 - 24 mei 1803 te Marburg), filosoof, die zich ook met de geschiedenis van deze tak van wetenschap bezig hield
- Hans Hubertus Bühmann (6 maart 1921 - 31 januari 2014), regionaal politicus
- Dan mon O'Dey (1972), arts, plastisch chirurg, specifiek deskundig in hersteloperaties  van slachtoffers van vrouwelijke genitale verminking, directeur van een kliniek op dit vakgebied te Aken
- Dorothea Brandt (5 maart 1984), zwemster

### Overigen
- Albrecht van  Brunswijk-Lüneburg, overleden te Bremervörde op 14 april 1395, aartsbisschop van Bremen
- Johan III of  Johann Rode von Wale, overleden op kasteel Vörde te Bremervörde op 4 december 1511, aartsbisschop van Bremen
- Hendrik van Saksen-Lauenburg (1550-overleden op 22 april 1585 op kasteel Vörde te Bremervörde), aartsbisschop van Bremen
- Jürgen Christian Findorff (* 22 februari 1720 in Lauenburg/Elbe; † 31 juli 1792 in Bremervörde; begraven in Iselersheim, gem. Bremervörde), bestuursambtenaar, veen-ontginner en stichter van veel veenkolonies in de regio